# Bahnhof Nantes

Der Bahnhof Nantes ist der wichtigste Personenbahnhof der Stadt Nantes und der gesamten Métropole-Region Nantes im Département Loire-Atlantique, Frankreich. Betreiber des Bahnhofs ist die SNCF.
Die heutige Anlage stammt aus der Mitte des 20. Jahrhunderts und entstand durch Umbau aus dem alten Bahnhof Nantes-Orléans an gleicher Stelle, der von der Compagnie du chemin de fer de Paris à Orléans (PO) gebaut und betrieben worden war.
In Nantes gab es ab 1876 als weiteren zentralen Bahnhof zusätzlich noch den Bahnhof Nantes-État als Knoten der Chemins de fer de l’État, dessen Rolle im Personenverkehr jedoch nach dem 1938 erfolgten Zusammenschluss von PO und État in der neu gegründeten SNCF schrittweise vom Bahnhof Nantes-Orléans übernommen wurde.

## Geschichte

### Nantes-Orléans

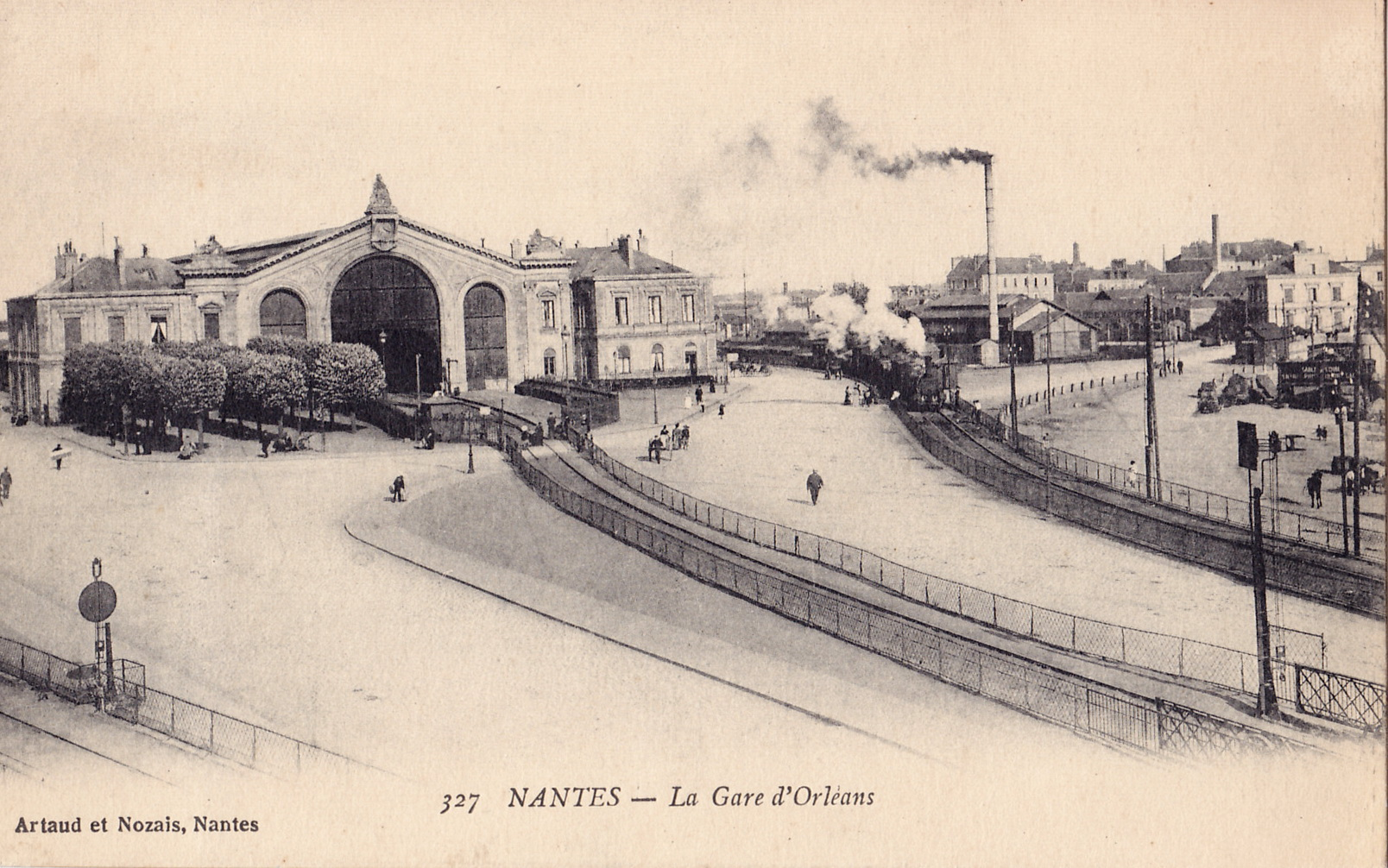
Nantes-Orléans in den 1910er Jahren

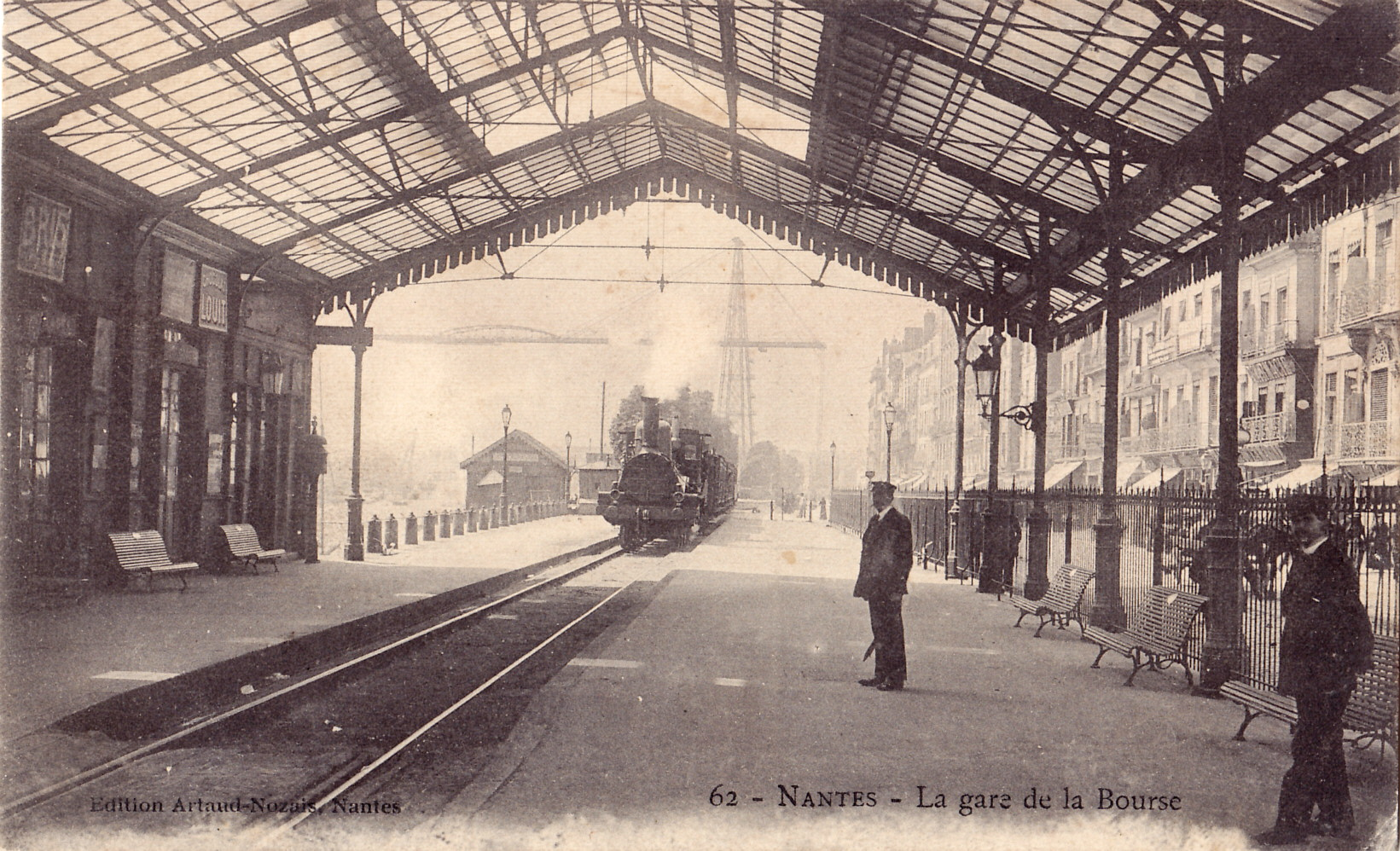
Gare de la Bourse um 1905

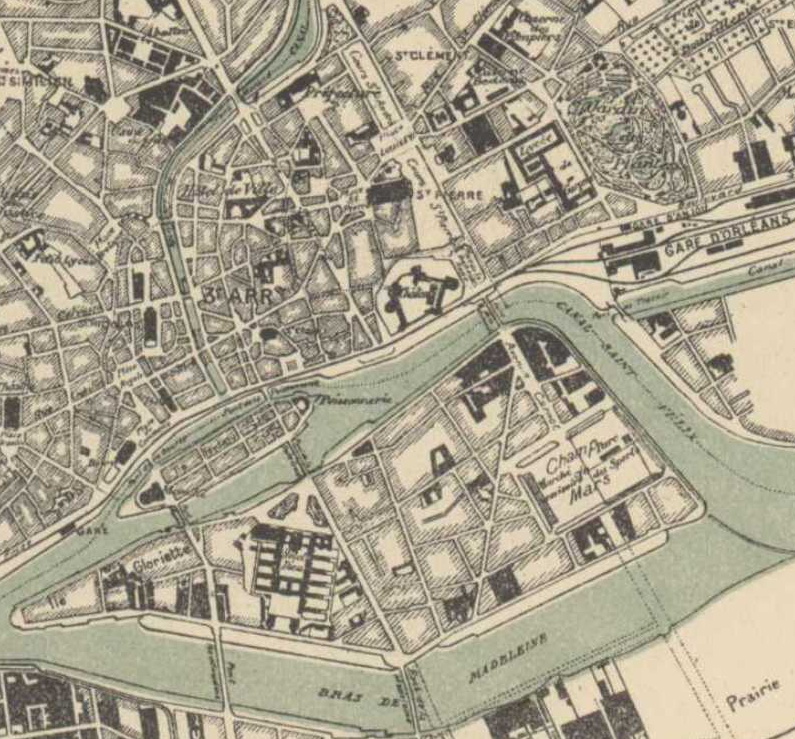
Innenstadt von Nantes Anfang des 20. Jhdts. vor dem Zuschütten des nördlichen Loirearms, mit Bahnstrecke Tours–Saint-Nazaire; Nantes-Orléans rechts, Gare de la Bourse links

Am 11. Juni 1841 wurde ein Gesetz beschlossen, das unter anderem den Bau einer Bahnstrecke von Tours nach Nantes vorsah. Die Bahnstrecke Tours–Saint-Nazaire der Gesellschaft Compagnie du chemin de fer de Tours à Nantes erreichte Nantes im Jahr 1851 von Angers kommend und wurde am 21. August 1851 erstmals von Nantes aus bedient. Bereits ein Jahr später wurde die Compagnie du chemin de fer de Tours à Nantes von der größeren Compagnie du chemin de fer de Paris à Orléans (PO) übernommen.
In den ersten beiden Jahren kamen Züge an einem provisorischen Halt einige hundert Meter weiter östlich des späteren Standorts an. Das Bahnhofgebäude wurde aus wirtschaftlichen Gründen erst im November 1853 nach Bau und Inbetriebnahme der Streckenverlängerung nach Chantenay-sur-Loire offiziell eingeweiht. Dieser 4,7 km lange Abschnitt verlief entlang der Kaianlagen; er entsprach etwa der heutigen Straßenbahnlinie 1.
Der ursprüngliche Bahnhof wurde auf der Prairie de Mauves („Malvenwiese“) auf Höhe der Rue Stanislas-Baudry, ein wenig westlich des jetzigen Bahnhofs errichtet. Wegen dieser Lage wurde er bis 1887 auch als Gare Nantes-Prairie de Mauves bezeichnet. Für den Bau des Bahnhofes musste unter anderem der Wasserlauf Étier de Mauves verlegt werden. Zudem wurde südlich des neuen Bahnhofs ein neuer Kanal angelegt, sodass der Bahnhof auf mehreren Seiten von Wasser umgeben war.
Der Bahnhof war Endpunkt der Linie aus Paris-Gare d’Orléans (heute Paris-Austerlitz) über Orléans, Tours und Angers.
Er bestand aus einer geschlossenen Halle, deren westliche Front von drei Skulpturen von Amédée Ménard überragt wurde, die die Verbundenheit von Nantes mit der Loire und dem Atlantischen Ozean darstellten. Auf der Nordseite schloss sich 1893 bis 1947 der Bahnhof der Kleinbahn Petit Anjou an.
Die von Tours bzw. Paris kommende Strecke wurde 1857 in westlicher Richtung bis Saint-Nazaire verlängert und in den Folgejahren wurden an diese Strecke weitere Strecken angeschlossen:
- Am 26. September 1862 wurde das erste Teilstück der bei Savenay abzweigenden Bahnstrecke nach Landerneau bei Brest über Vannes und Quimper durch die PO eröffnet
- Gleichzeitig eröffnete die Chemins de fer de l’Ouest die wiederum von dieser Strecke abzweigende Bahnstrecke von Redon nach Rennes.

Zwischen Stadt und Loireufer wurde 1857 etwa 1700 m westlich des Bahnhofs der Gare de la Bourse eröffnet. Diese Strecke führte weiterhin an den Kaianlagen entlang, es waren 23 Bahnübergänge im Stadtbereich notwendig. Wegen der hohen Unfallgefahr wurde die Geschwindigkeit der Züge auf 16 km/h begrenzt. Durch den zunehmenden Verkehr wurde die Situation unerträglich und verschiedene Projekte zur Umgestaltung wurden geplant, unter anderem ab 1899 der Bau einer Hochbahnstrecke, was 1933 fallen gelassen wurde.
Am 30. Dezember 1866 folgte mit der Strecke Nantes–Clisson–La Roche-sur-Yon der erste Abschnitt der Bahnstrecke Nantes-Orléans–Saintes, die später bis Bordeaux verlängert wurde. Die Eröffnung der Bahnstrecke Nantes–Châteaubriant erfolgte am 23. Dezember 1877.
Zum Hochwasserschutz wurde ab den 1930er Jahren der nördliche Arm der Loire (Bras de l’Hôpital) zugeschüttet und ein Abschnitt des Flusses Erdre verrohrt. Den gewonnenen Platz nutzte man unter anderem zu einer Neutrassierung der Bahnstrecke nach Saint-Nazaire. Der Abschnitt direkt am Bahnhof wurde 1941 in Betrieb genommen, der Bahnhof an der Börse geschlossen. Das Gesamtprojekt wurde 1955 abgeschlossen.

### Neugestaltung ab 1946
Nach schweren Schäden im Zweiten Weltkrieg wurde der Bahnhof notdürftig instand gesetzt, die Halle wurde 1949 aus Sicherheitsgründen entfernt.
Die 1938 neu gegründete SNCF konzentrierte den Personenverkehr in der Nachkriegszeit auf den Bahnhof Nantes-Orléans. Der ehemalige Konkurrenzbahnhof Nantes-État wurde 1960 zu einem reinen Güterbahnhof.
Ab 1965 wurde der Bahnhof Nantes-Orléans weitgehend neu gebaut. Architekten waren Henri Madelain und Pierre Lefol, der bereits den neuen Bahnhof Angers-Saint-Laud gestaltet hatte. Auf der Nordseite entstanden ein neues Empfangs- und ein Verwaltungsgebäude. 1968 war der Umbau abgeschlossen. Am 28. Mai 1972 wurde der Bahnhof Nantes-Orléans in Nantes umbenannt.
Schnellzüge mit Gasturbine verkehrten vom 3. Juni 1973 bis 1977 von Nantes nach Lyon. Am 28. September 1980 wurde der TEE-Verkehr zum Bahnhof Paris Montparnasse aufgenommen, anfangs noch mit dieselelektrischen Lokomotiven des Typs SNCF CC 72000. Der elektrische Betrieb startete am 16. September 1983 und seit dem 24. September 1989 ist Nantes über die Schnellfahrstrecke LGV Atlantique an das TGV-Netz angeschlossen. Im gleichen Jahr endete auch der TEE-Verkehr.
Die Aufnahme des stadtbahnartigen Betriebes („Tram-Train“) nach Clisson erfolgte am 15. Juni 2011, gefolgt vom Tram-Train nach Châteaubriant, der seit dem 28. Februar 2014 auf einer ehemals stillgelegten Strecke verkehrt.
Der Bahnhof diente als Kulisse im Film Maine Océan von Jacques Rozier (1986).

### Erweiterung 2017–2020
Anfang des 21. Jahrhunderts zeichnete sich ab, dass die bestehenden Anlagen für das erwartete Reisendenaufkommen nicht ausreichen: 2009 wurden 11,6 Millionen Fahrgäste verzeichnet, für 2030 aber 25 Millionen prognostiziert. 2013 wurden daher Umbauten und Erweiterungen beschlossen. Kern des Vorhabens waren ein von Rudy Ricciotti entworfenes, Mezzanin genanntes Brückenbauwerk über alle durchgehenden Gleise sowie als Pôle d’Échange Multimodal zusammengefasste Maßnahmen zur Verbesserung der Umsteigesituation zwischen den verschiedenen Verkehrsträgern. Rund zwei Drittel der Gesamtkosten in Höhe von 190,5 Millionen Euro trugen die Région des Pays de la Loire, das Département und die Metropolregion Nantes.
Das 160 m lange und 25 m breite Mezzanin-Bauwerk, das die Bahnsteige der durchgehenden Gleise an deren westlichen Ende auf einer Höhe von 18 m überbrückt, wurde ab 2017 errichtet. Die gesamte Grundfläche von 4000 m² ist überdacht, mit Glasfronten abgeschlossen und klimatisiert. Diese Überführung dient sowohl als Zugang zu den weiterhin auch über die östliche Unterführung erreichbaren Bahnsteigen als auch als Warte- und Verkaufsbereich.
Zugleich wurden unter anderem die Bahnhofsvorplätze auf der Nord- und Südseite neu gestaltet. Die Zufahrt für Pkw einschließlich Taxis befindet sich seither auf der Südseite; der Zugang Richtung Straßenbahn und Stadtzentrum auf der Nordseite wurde zur Fußgängerzone. Mezzanin und die umgestalteten Bahnhofsanlagen wurden am 20. November 2020 offiziell eröffnet. Der Neubau eines Busbahnhofs auf der Südseite des Bahnhofs wird bis 2025 andauern.

## Bahnanlagen

### Gleisanlagen

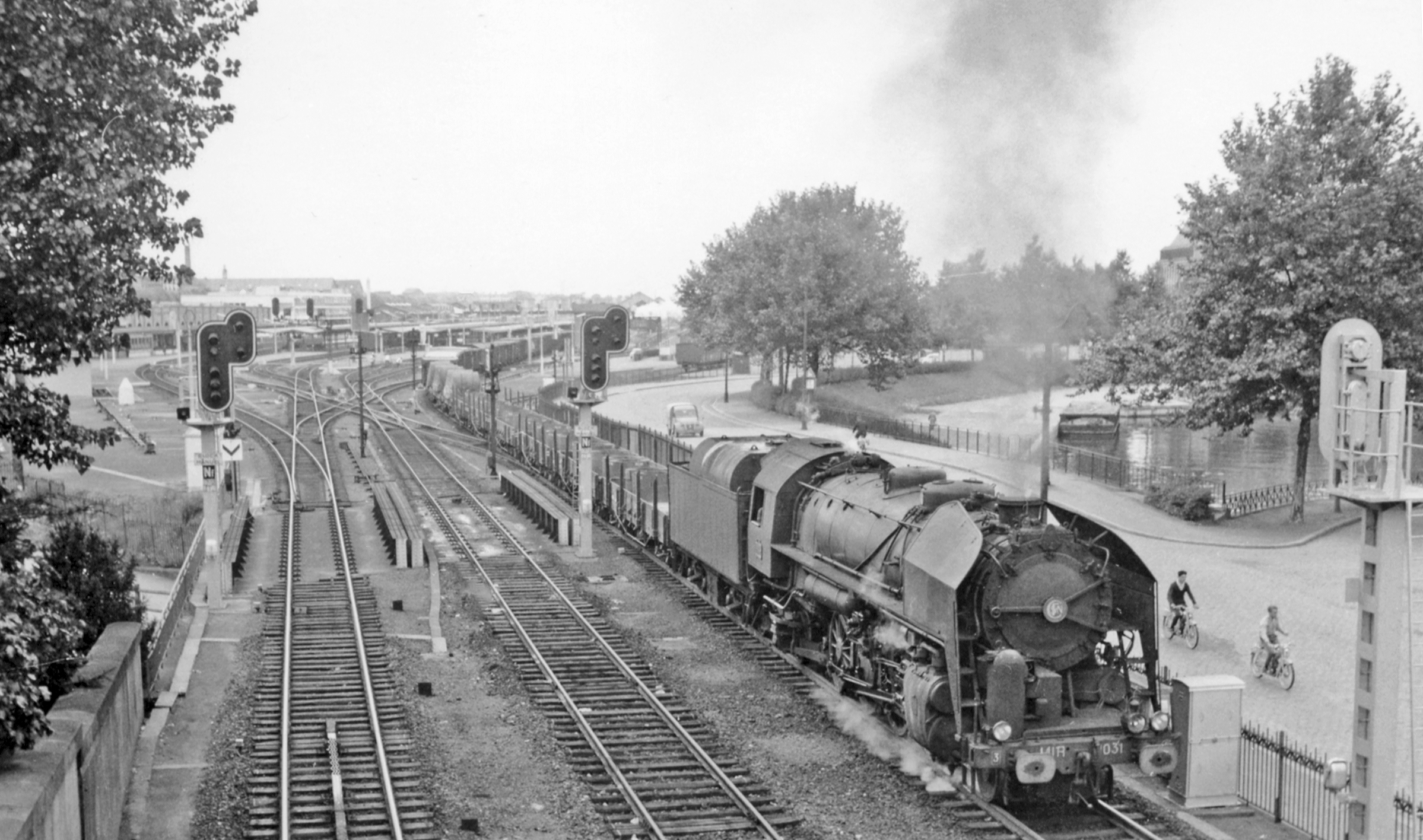
Westlicher Bahnhofskopf mit ausfahrender 141 R, 1963

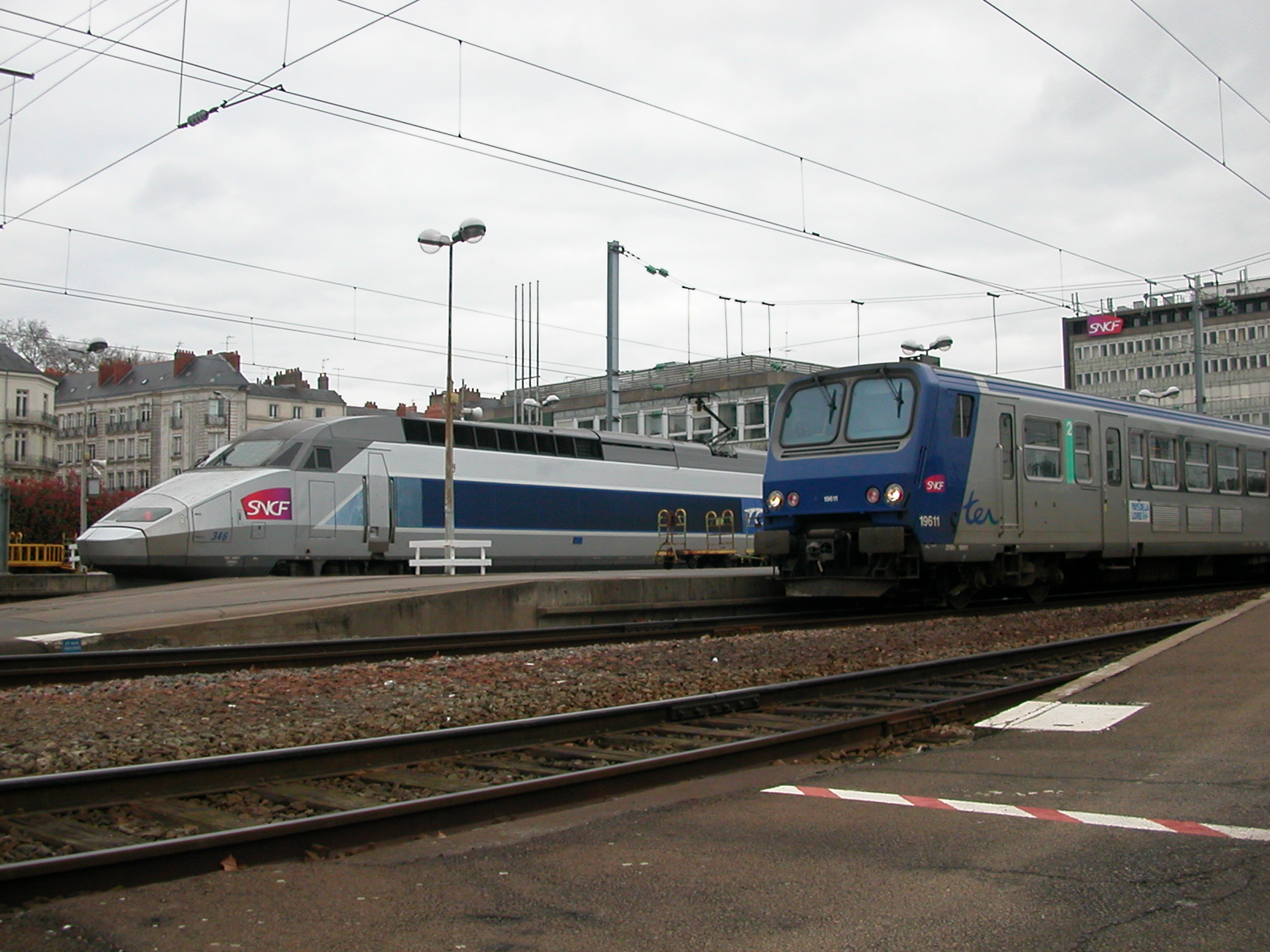
Ein TGV in Nantes und ein Triebwagen TER Z2 im Vordergrund (2008)

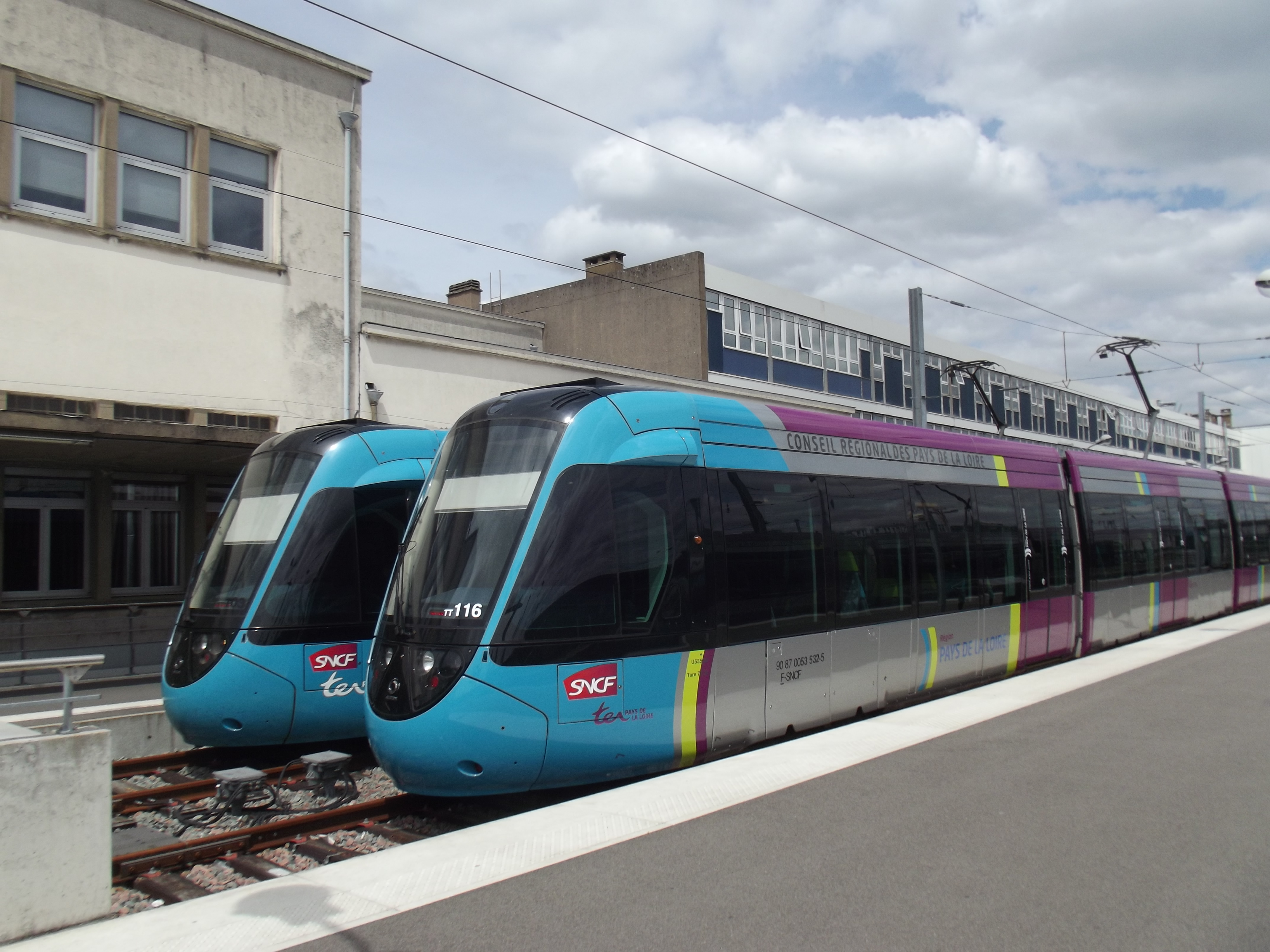
Kopfgleise mit Tram-Train

Der Bahnhof liegt in neun Meter Höhe auf Streckenkilometer 430,372 der Bahnstrecke Tours–Saint-Nazaire zwischen den Bahnhöfen von Chantenay (heute Stadtteil von Nantes) und Thouaré. Er ist Anfangspunkt der Bahnstrecke Nantes-Orléans–Saintes (nächster Bahnhof Saint-Sébastien-Pas-Enchantés) und der Bahnstrecke Nantes–Châteaubriant (nächster Bahnhof Doulon, zu Nantes). Über das Raccordement des deux gares, Streckenverknüpfungen im östlichen Gleisvorfeld, erreicht man den heutigen Güterbahnhof Nantes-État und die Bahnstrecke Nantes–Saint-Gilles-Croix-de-Vie, von der auch der Abzweig nach Pornic ausgeht.
Der Bahnhof hat 15 Bahnsteiggleise, von denen vier Kopfgleise auf der Nordseite sind, die nur von Osten her erreicht werden können (Gleise 52 bis 55).
Auf der Westseite führen die Gleise schnell zusammen, die zweigleisige Strecke führt überwiegend unterirdisch durch einen ehemaligen Loirearm und den Tunnel von Chantenay. Die nächste Streckenverzweigung ist 39 km weiter in Savenay, wo der Verkehr nach Saint-Nazaire und Le Croisic von dem in Richtung Quimper und Rennes getrennt wird.
Auf der Ostseite verzweigen sich die Gleise nach Norden (Doulon–Châteaubriant / ehemals Segré), nach Osten (Angers), Südosten (Saintes–Bordeaux) und Südwesten (Nantes-État, Pornic, Saint-Gilles-Croix-de-Vie). Im Bereich der Verzweigungen überquert auch die ehemalige Strecke der Chemins de fer de l’État von Segré nach Nantes-État die Gleisanlagen.
Der Bahnhof Nantes ist mit 25 kV 50 Hz Wechselstrom elektrifiziert.

### Gebäude

#### Nordseite
Das von Madelain und Lefol in den 1960er Jahren entworfene Ensemble liegt etwas östlicher als der alte Bahnhof Nantes-Orléans und ist der älteste Teil des jetzigen Bahnhofes. Es besteht aus zwei Gebäudeteilen.
Das Empfangsgebäude ist 160 m lang. Es hat ein Untergeschoss, ein Erdgeschoss und ein Obergeschoss, das von einer 644 m² großen Mittelhalle unterbrochen wird, die sich über die ganze Höhe erstreckt. Die Wände sind aus Stahlbeton, der außen mit grünem Marmor aus Portugal verkleidet ist, unterbrochen von Tür- und Fensterfronten mit Aluminiumrahmen. Innen zeigen die Wände Sichtbeton, sie sind mit hellbraunen Flächen gegliedert, wie sie auch die Decke verhängen. Der Westgiebel nimmt Motive aus dem Mosaik der Nordwand des Verwaltungsgebäudes auf.
Das Verwaltungsgebäude erhebt sich etwa 30 m in die Höhe, es hat ein Untergeschoss, ein Erdgeschoss und sieben Obergeschosse. Es steht östlich des Empfangsgebäudes und zeigt denselben Stil wie dieses. Im Verwaltungsgebäude sind Unterkünfte für das Fahrpersonal mit etwa 30 Plätzen. Die Nordfassade ist konkav geformt und mit einem abstrakten Glasmosaik nach Henri Madelain geschmückt. Die Eingangshalle birgt eine allegorische Skulptur, die die Loire und ihre Zuflüsse, die Sèvre Nantaise und die Erdre darstellen soll; sie ist von Jean Mazuet.
1975 wurde westlich des Empfangsgebäudes ein Parkhaus im Stil des Brutalismus mit 587 Plätzen nach Plänen von André Sentenac errichtet.
Das Gebäude wurde 1997 renoviert – im Vorfeld der Fußball-Weltmeisterschaft 1998, bei der fünf Spiele im Stade Louis-Fonteneau ausgetragen wurden. Es hat eine große Abfahrtshalle im Westen und eine kleinere Ankunftshalle, die von einer Gaststätte und Sanitäranlagen getrennt sind. Im Westen schließt sich ein Reisezentrum an, im Osten mehrere Läden.
Eine breite Fußgängerunterführung zu den Bahnsteigen verlässt den Bahnhof an der Nordseite mit einer Rampe aus der Abfahrtshalle und einer Treppe zur Ankunftshalle. Etwas weiter im Westen lag eine schmalere Unterführung, die aber ab 2017 durch das 2020 eröffnete Mezzanin-Brückenbauwerk ersetzt wurde. Zu Gleis 1 (Hausbahnsteig) und den Kopfgleisen 52, 53, 54, 55 kommt man direkt aus der Halle.
Vor dem nördlichen Empfangsgebäude hält die Linie 1 der Straßenbahn Nantes. Die Kurzzeitparkplätze und der Taxistand, die sich mehrere Jahrzehnte ebenfalls dort befanden, wurden im Rahmen der Umgestaltung des Bahnhofs 2017 auf die Südseite verlegt.
Weiter östlich finden sich weitere SNCF-Gebäude des gleichen Architekturstils.

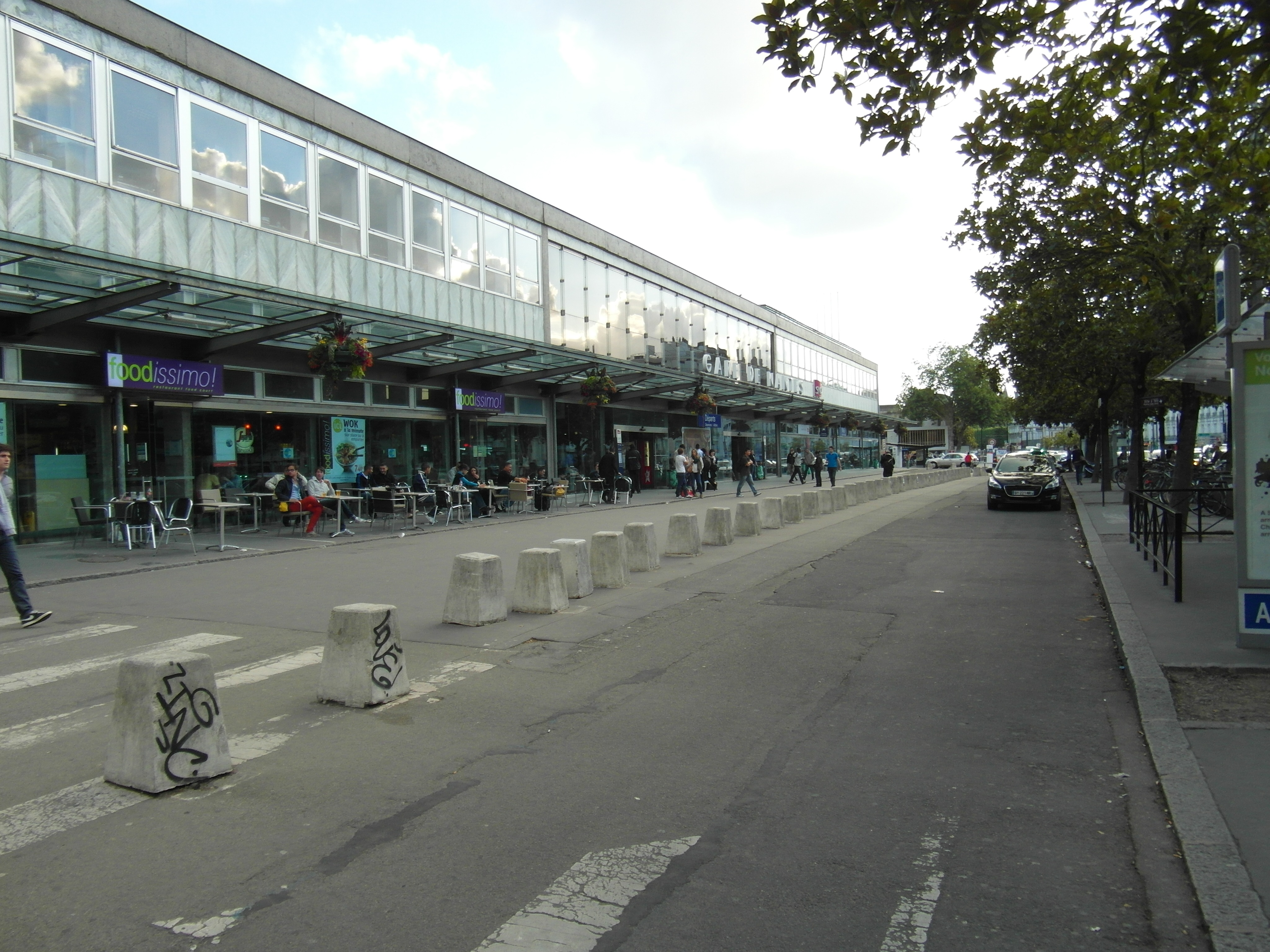
Nordeingang vor der Umgestaltung 2020
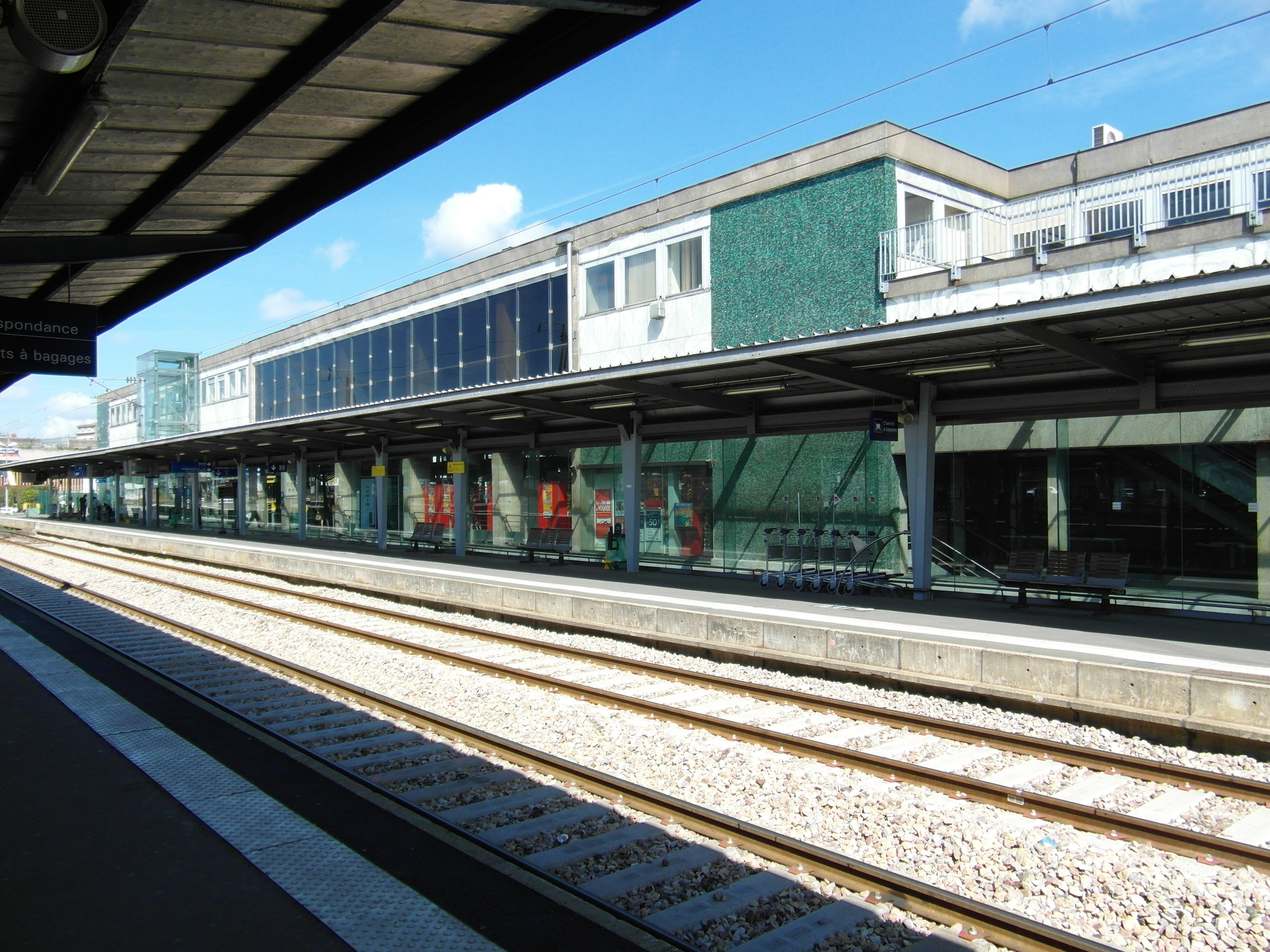
Gleisseite
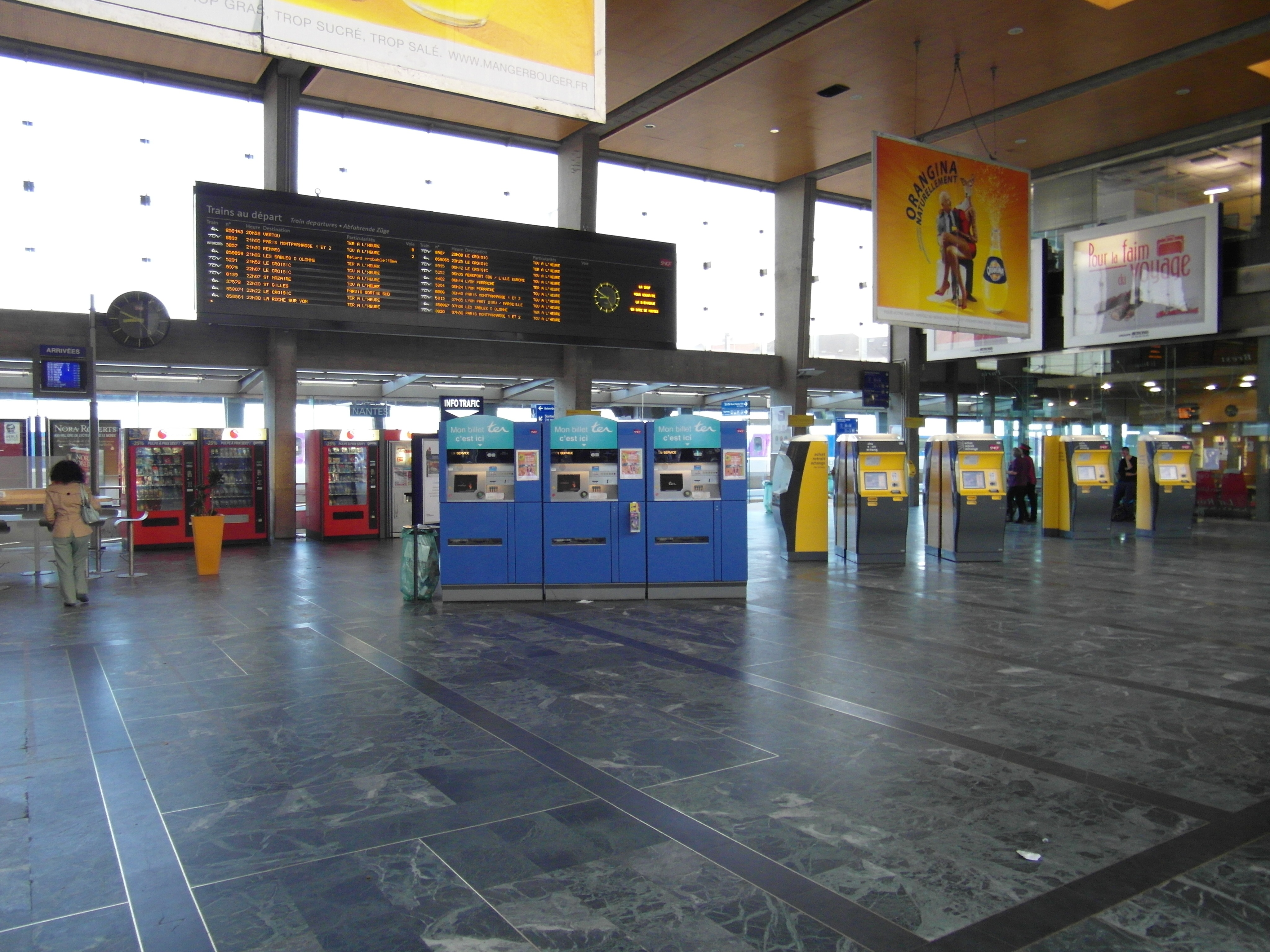
Bahnhofshalle, Nordseite (2012)

#### Südseite
Der Zugang auf der Südseite wurde 1989 zur Ankunft des TGV in der „Stadt der Herzöge der Bretagne“ erweitert und neu gestaltet. Das dortige Gebäude wurde von Jean-Marie Duthilleul geplant. Es hatte eine helle Steinfassade und darüber eine große Glashalle, die mit Balken und Seilen getragen wird. Das Dach bestand aus einer aufgespannten Plane aus Polyester und Polyvinylchlorid.
Mit Errichtung des Mezzanin-Brückenbauwerks wurden größere Teile der südlichen Bahnhofshalle abgerissen und ein neues Zugangsbauwerk errichtet.
Auf der Südseite fahren Schnellbusse (Chronobus) und der Pendelbus zum Flughafen Nantes. Hier halten auch die Regionalbusse.
Vor dem Bahnhof befinden sich Kurzzeitparkplätze, am Ostende des Empfangsgebäudes liegt ein größeres Parkhaus; weitere größere Parkplätze liegen in der Umgebung. Hier findet man auch Mietwagenfirmen und einen Fahrradverleih.

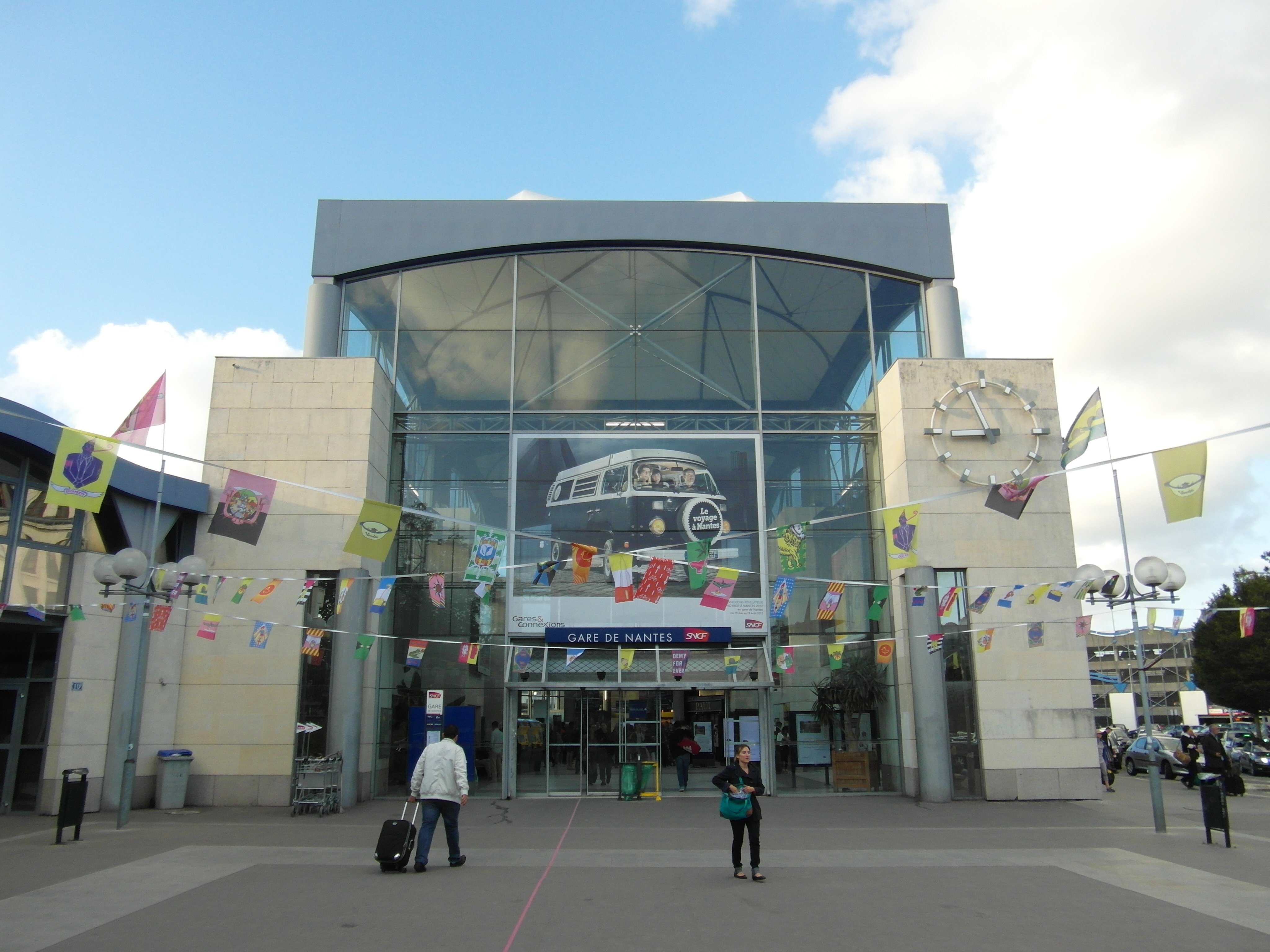
Südeingang (2012)
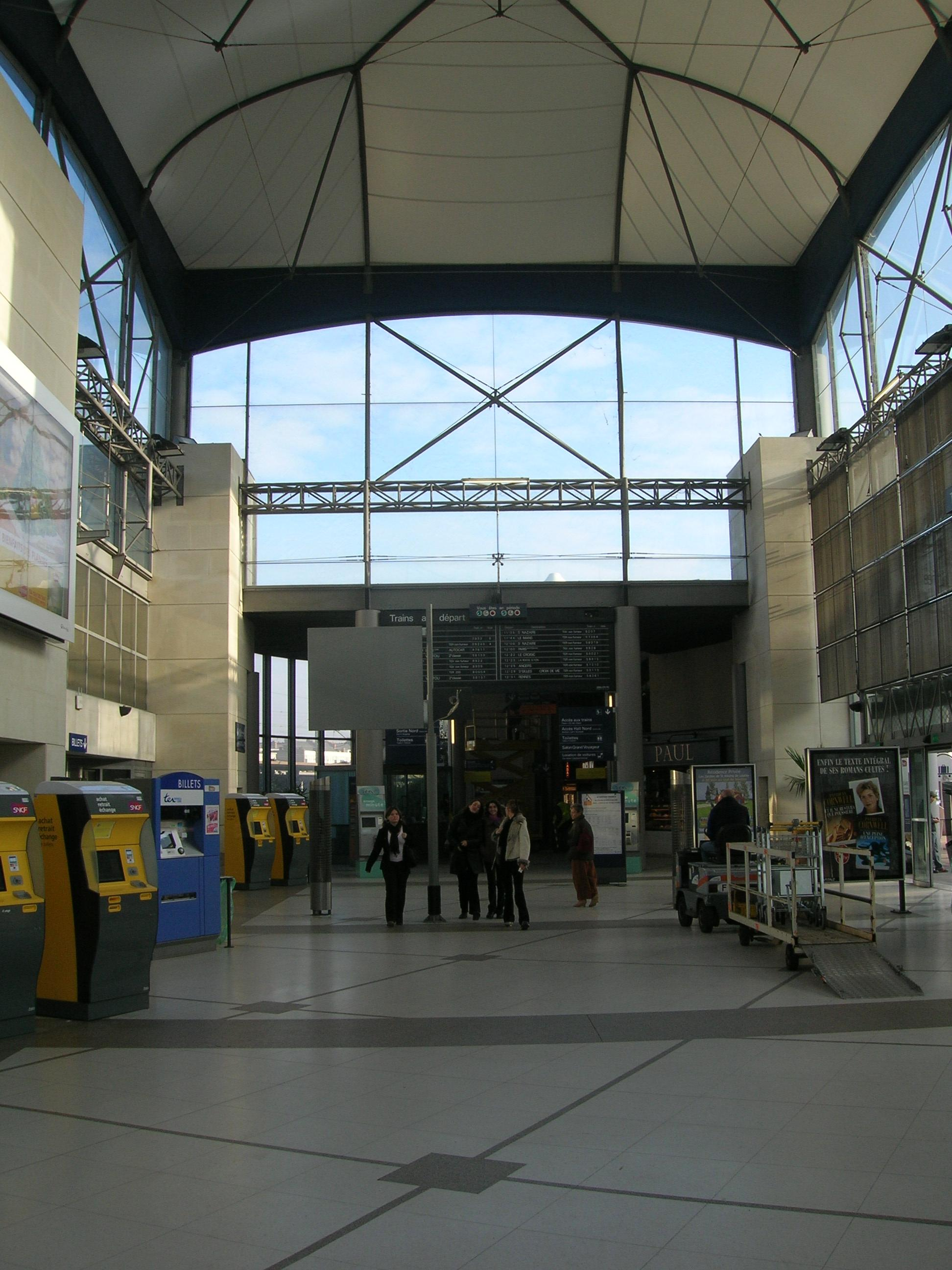
Halle Süd (2006)
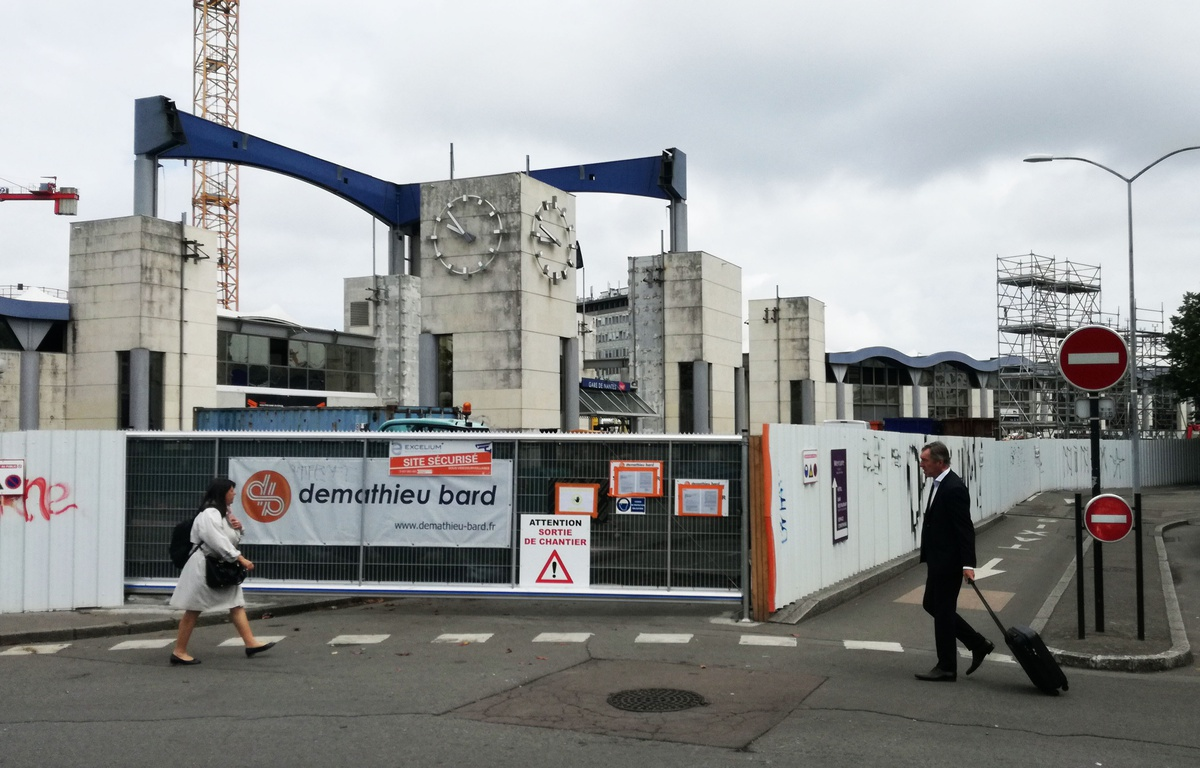
Teilabriss 2018

#### Brückenbauwerk
Um einen leistungsfähigeren Zugang zu den Bahnsteigen zu ermöglichen, wurden die Bahnhofsgebäude mit einem Mezzanin genannten dritten Teil verbunden, der als Reiterbahnhof über den westlichen Enden der Bahnsteige liegt. Hier entstand die Rué Aérienne (deutsch etwa Luftstraße), deren Name daher rührt, dass sie in 18 Meter Höhe über den Bahnhof führt.
Das Brückenbauwerk ersetzte die kleinere westliche Unterführung. Der östliche Fußgängertunnel wurde 2022 und 2023 modernisiert.

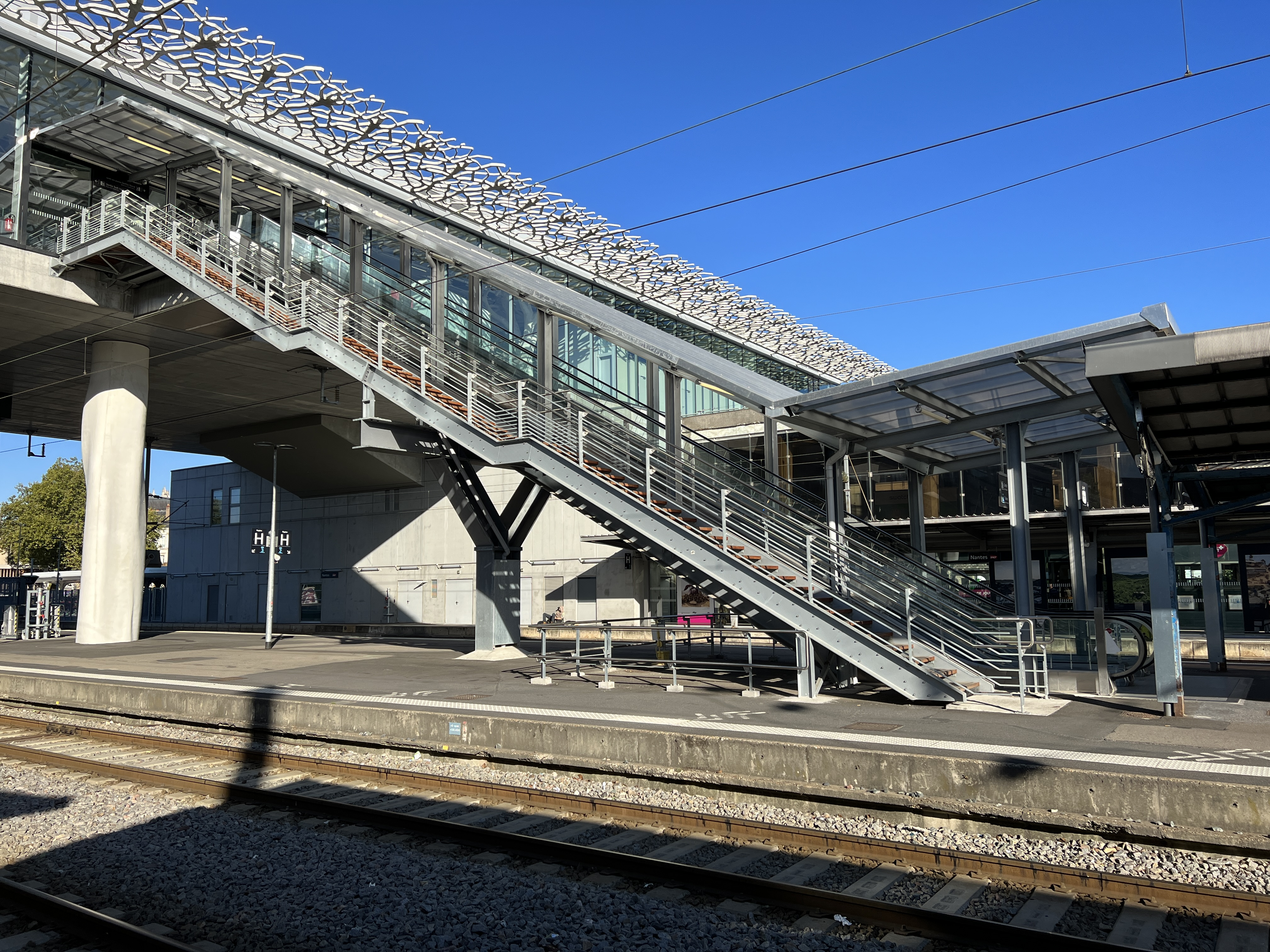
Brückenbauwerk von unten (2022)
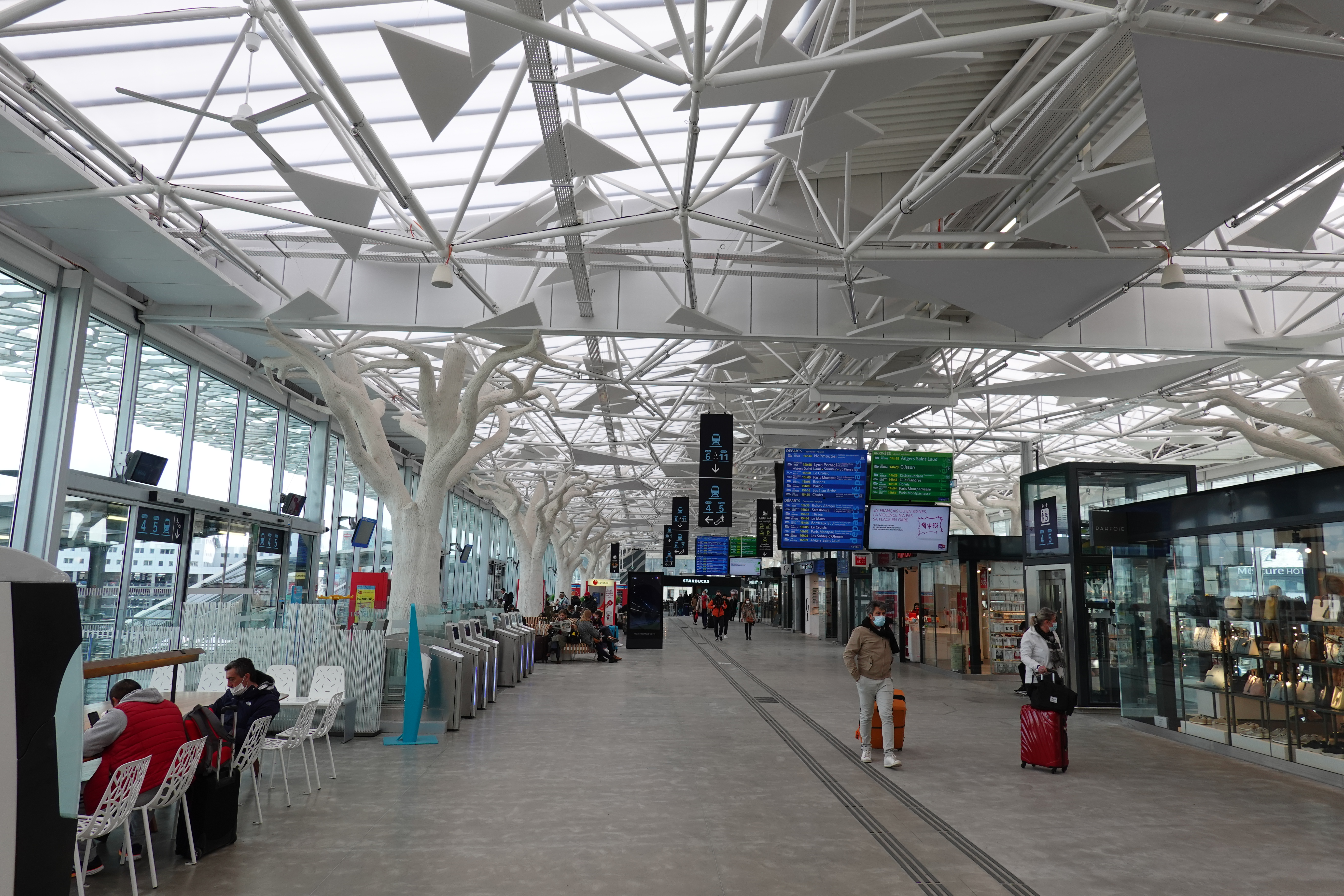
Im Inneren der Mezzanin-Überführung (2022)
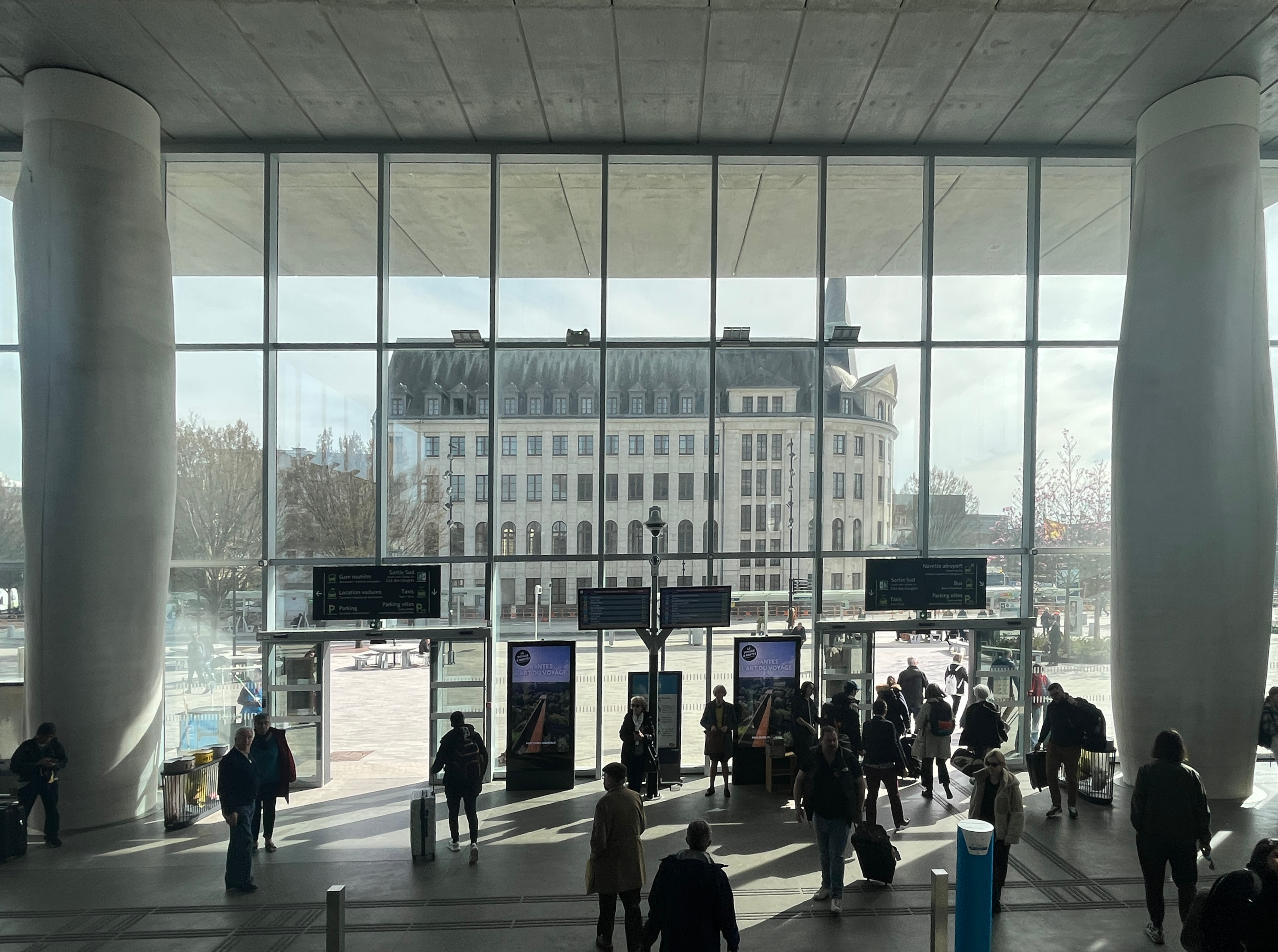
Südausgang der Überführung (2023)

## Verbindungen
Der Bahnhof Nantes ist über Angers, Le Mans und die LGV Atlantique mit Paris Gare Montparnasse in etwas über zwei Stunden verbunden; die LGV Bretagne-Pays de la Loire soll durch Umfahrung von Le Mans die Fahrzeit ab Juli 2017 auf etwa 1 h 50 min senken. Weitere Fernverkehrsziele sind unter anderem Marseille, Lille, Straßburg und Montpellier. Einige TGV werden nach Westen weiter durchgebunden, zum Beispiel nach Saint-Nazaire und Le Croisic und Les Sables-d’Olonne. Intercity-Züge verbinden den Bahnhof Bordeaux-Saint-Jean mit Nantes, einzelne fahren weiter nach Rennes oder Quimper.
Der Bahnhof ist der zentrale Knoten im Regionalverkehr des TER Pays de la Loire. Unter anderem fährt der Interloire über Angers und Tours nach Orléans. Die Linie nach Brest wird mit Zweisystemzügen SNCF B 82500 befahren, bis Quimper elektrisch und ab dort mit Diesel. Nach Clisson (seit 2011) und Châteaubriant (seit 2014) fahren leichte Niederflurtriebwagen („Tram-Train“).

## Umfeld

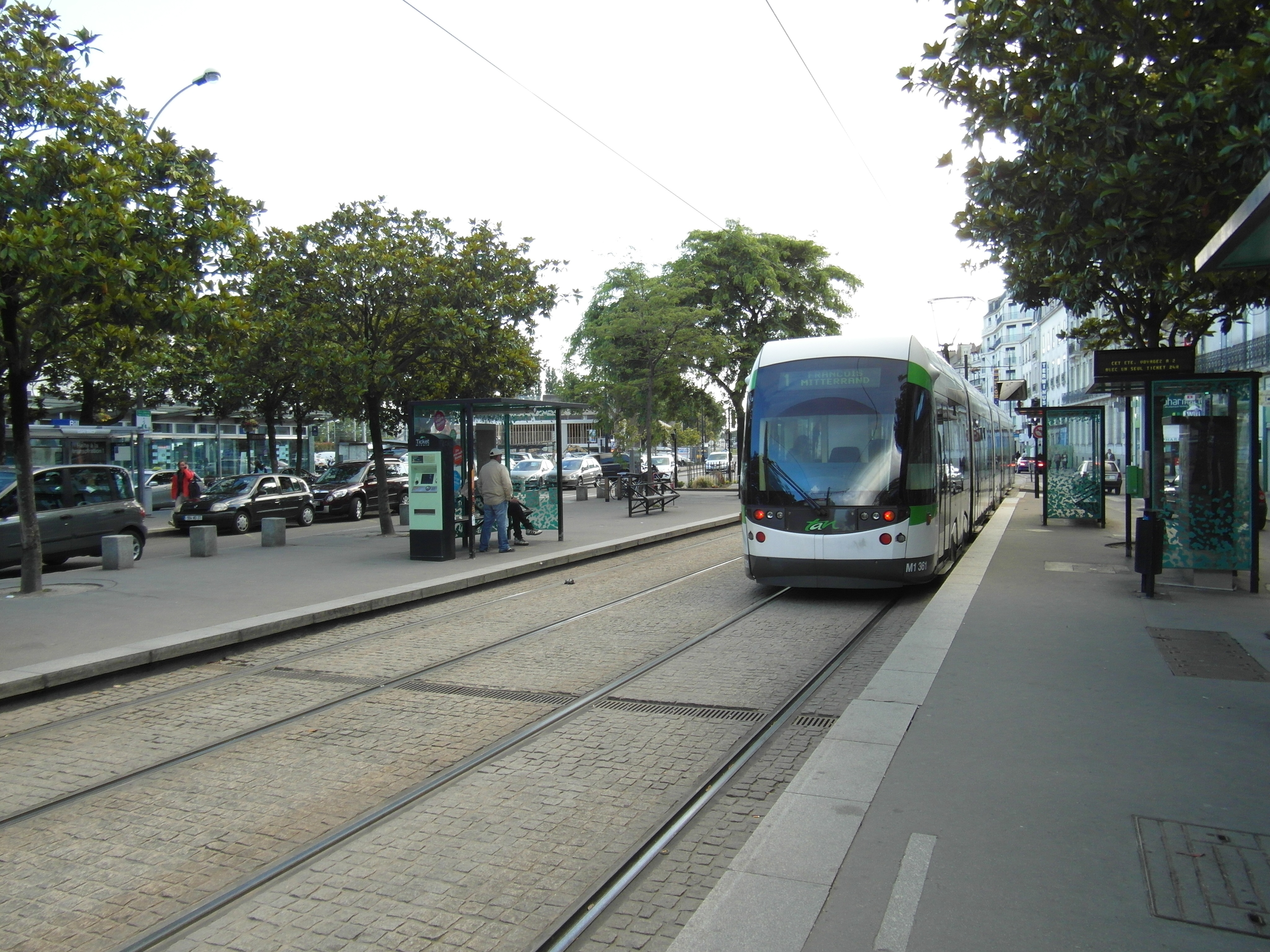
Triebwagen der Straßenbahn Nantes, Linie 1 an der Haltestelle Gare SNCF

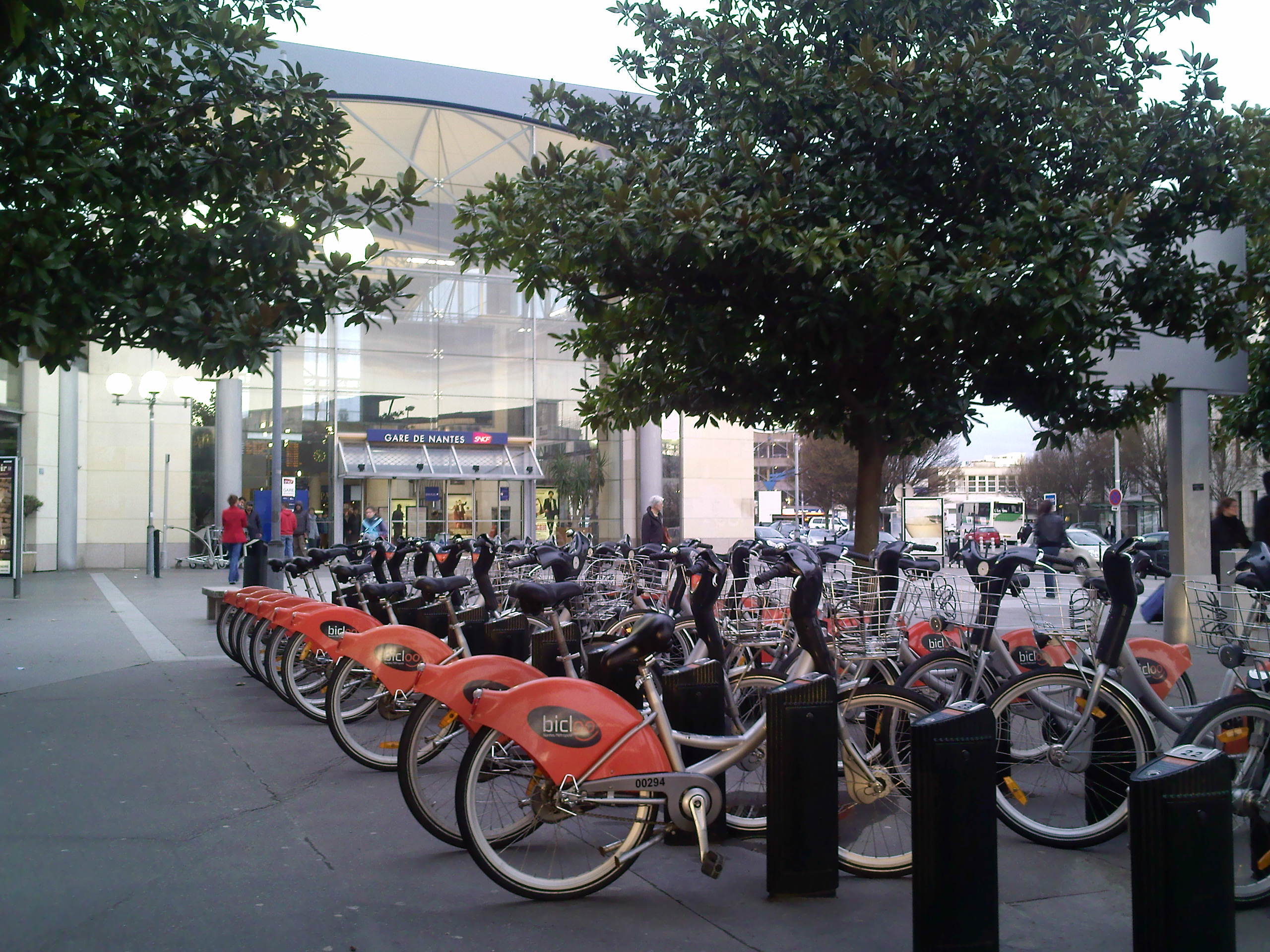
Fahrradstation Bicloo am Südeingang

Der Bahnhof liegt am östlichen Rand der Altstadt, wenige Minuten Fußweg vom Schloss Nantes entfernt; schräg gegenüber dem nördlichen Bahnhofsgebäude liegt der botanische Garten.
Die Linie 1 der Straßenbahn Nantes bedient die Station Gare SNCF vor dem nördlichen Bahnhofsgebäude. Der Busverkehr hingegen ist auf die Südseite konzentriert.
Bei beiden Bahnhofsgebäuden gibt es Parkhäuser, Fahrradständer und Fahrradverleih. Taxistände und Kurzzeitparkplätze befinden sich auf der Südseite.